# Борг-ель-Араб (аеропорт)
Аеропорт Борг-ель-Араб (араб. مطار برج العرب الدولي; (IATA: HBE, ICAO: HEBA) — аеропорт, що обслуговує Александрію, Єгипет. Він знаходиться приблизно за 40 км на північний захід від Александрії, в Борг-ель-Араб. Аеропорт обслуговує також прилеглі райони в дельті Нілу.
Аеропорт є хабом для:
- Air Arabia Egypt
- EgyptAir

У 2008, аеропорт обслужив 189 064 пасажирів (-19,9% проти 2007).
З грудня 2009 є провідним аеропортом Александрії, весь комерційний трафік переведено з Міжнародного аеропорту Александрія.

## Термінали
Наразі існує  один термінал з такими послугами: 4 стійки, 3 бюро імміграції, 1 лаундж-зона, 2 виїзні гейти, 1 кав'ярня, крамниця подарунків EgyptAir.

## Майбутні операції
У лютому 2006, в результаті дослідження Egyptian Holding Company for Airports and Air Navigation (EHCAAN) зроблено висновок про неможливість подальшого використання міжнародного аеропорту Александрія. Через це було прийнято рішення про модернізацію аеропорту Борг-ель-Араб.
Обсяг робіт по осучасненню аеропорту включає будівництво нового аеровокзалу, адміністративної будівлі. Розроблений у формі човна, аеровокзал складається з трьох поверхів:
- Перший поверх: виділено для перевірки квитків і багажу.
- Другий поверх: виділено для прибуваючих, а також під адміністративні приміщення та офіси авіакомпаній.
- Третій поверх: виділено для відлітаючих, імміграційної процедури, і VIP залу. Комерційна діяльність є на всіх трьох поверхах.

Термінал буде також містити  магазин безмитної торгівлі, кав'ярню, територію виключно для туристичних агентств та інших пов'язаних з подорожами послуг, підрозділ подачі палива, контролюючу вежу і пожежну станцію для покриття надзвичайних ситуацій на полі плюс паркінг перед будинком, на 350 автомобілів.
Нова будівля матиме приблизно 3,600 м² площі
Кошторисна вартість плану модернізації встановлена на рівні $ 100 мільйонів і очікується, буде завершено до грудня 2009 року. Після завершення модернізації аеропорт Борг-ель-Араб буде мати можливість обробляти 1,2 млн пасажирів на рік і стане адекватною заміною Міжнародному аеропорту Александрія, що повністю припиняє комерційні авіарейси, через це Борг-ель-Араб стане єдиним і основним аеропортом в Александрії.
У червні 2009, були оголошені урядові плани з розширення Александрії площею 390 акрів на захід від старого міста, за назвою Нова Александрія. Новий мікрорайон планується з'єднати з аеропортом Борг-ель-Араб через кільцеву дорогу, час поїздки складатиме 25 хвилин.

## Авіакомпанії і напрямки, березень 2020
| Авіакомпанія      | Пункт призначення                                                                          |
| ----------------- | ------------------------------------------------------------------------------------------ |
| Aegean Airlines   | Сезонний: Афіни                                                                            |
| Air Arabia        | Шарджа                                                                                     |
| Air Arabia Egypt  | Амман, Мілан-Бергамо, Даммам, Джидда, Кувейт, Ріяд, Шарм-ель-Шейх                          |
| Air Cairo         | Амман, Джидда, Кувейт, Медина, Ріяд Сезонний: Шарм-ель-Шейх                                |
| Afriqiyah Airways | Бенгазі, Триполі-Мітіга                                                                    |
| EgyptAir          | Каїр, Даммам, Хургада, Джидда, Кувейт, Медина, Ріяд Сезонний: Афіни, Бейрут, Шарм-ель-Шейх |
| Etihad Airways    | Сезонний: Абу-Дабі                                                                         |
| flydubai          | Дубай                                                                                      |
| FlyEgypt          | Амман, Джидда, Кувейт                                                                      |
| Gulf Air          | Бахрейн                                                                                    |
| Jazeera Airways   | Кувейт                                                                                     |
| Libyan Airlines   | Бенгазі, Тобрук, Триполі-Мітіга                                                            |
| Nile Air          | Бурайда, Джидда, Кувейт, Янбу                                                              |
| Oman Air          | Сезонний: Маскат                                                                           |
| Salam Air         | Маскат                                                                                     |
| Saudia            | Джидда, Медина, Ріяд                                                                       |
| Turkish Airlines  | Стамбул                                                                                    |